# Glomerylon gemma
Glomerylon gemma is een keversoort uit de familie dwerghoutkevers (Cerylonidae). De wetenschappelijke naam van de soort werd in 1991 gepubliceerd door Stanislaw Adam Ślipiński.